# Občanská konzervativní strana
Občanská konzervativní strana (O.K. strana, deutsch: bürgerlich-konservative Partei) war eine tschechische Kleinpartei. Sie wurde im November 2013 als Abspaltung der Občanská demokratická strana gegründet. Vorsitzender ist Jiří Janeček, der bereits im Februar 2013 die ODS verließ und eine Rechts-Fraktion im tschechischen Parlament gründete. Die Partei trat erstmals bei der Europawahl in Tschechien 2014 an und erreichte dabei 0,22 % der Stimmen. Die OK strana war bis Mitte 2016 Mitglied der europäischen Partei Bewegung für ein Europa der Nationen und der Freiheit (MENL).